# Hands (單曲)
「hands」為日本歌手倖田來未於2005年1月19日發行的14th單曲。

## 解說
- 本單曲之後，倖田來未的CD製品一律解除Copy Control。

## 發行版本
- CD+DVD
- CD ONLY
- 台壓版僅發行 CD ONLY

## 曲目

### CD
1. hands
作詞:倖田來未 作曲:大西克己 編曲:h-wonder
朝日電視台「内村プロデュース」片尾曲。
2. Through the sky
作詞:倖田來未/山口寛雄　作曲･編曲:山口寛雄
日本電視台「THE・サンデー」片尾曲。
3. hands （Instrumental）
4. Through the sky （Instrumental）

### DVD
1. hands （Video Clip）
2. hands （Making Clip）